# Malgrübler
Der Malgrübler ist ein 2749 m ü. A. hoher Berg in den Tuxer Alpen im österreichischen Bundesland Tirol. Er ist die höchste Erhebung im Kamm zwischen dem Voldertal im Westen und dem Wattental im Osten. Die Ost- und Südostseite des Berges liegen im Bereich des Truppenübungsplatzes Lizum-Walchen.

## Topographie
Der Malgrübler hat eine weit ausladende Bergform, die nur in südöstliche Richtung steil abfällt. Damit kontrastiert der Malgrübler vor allem mit seinem südlichen Nachbarn, dem Sunntiger (2667 m), einem steilen Felskopf. Auf seiner Westseite entsendet der Malgrübler einen breiten Rücken in Richtung Voldertal. Im Bereich um diesen Rücken liegen oberhalb der Waldgrenze die Hänge der Malgrübleralm.

## Anstiege
Der Malgrübler ist einfach von der Vorbergalm im Voldertal aus erreichbar. Der Aufstieg führt über den Westrücken zum Gipfel. Im Winter kann man mit Skiern ebenfalls von der Vorbergalm aus den Malgrübler besteigen. Die gebräuchliche Aufstiegsroute folgt dabei etwa dem Westrücken. Zum Schluss steigt man durch eine Mulde südlich dieses Rückens und über eine kurze Flanke zum Gipfel auf. Man kann aber auch vom Anstieg zum Haneburger zum Malgrübler hinüberqueren. Vor allem diese Aufstiegsvariante empfiehlt sich wegen des teilweise blockigen Untergrundes nur bei guter Schneelage.

## Quellen

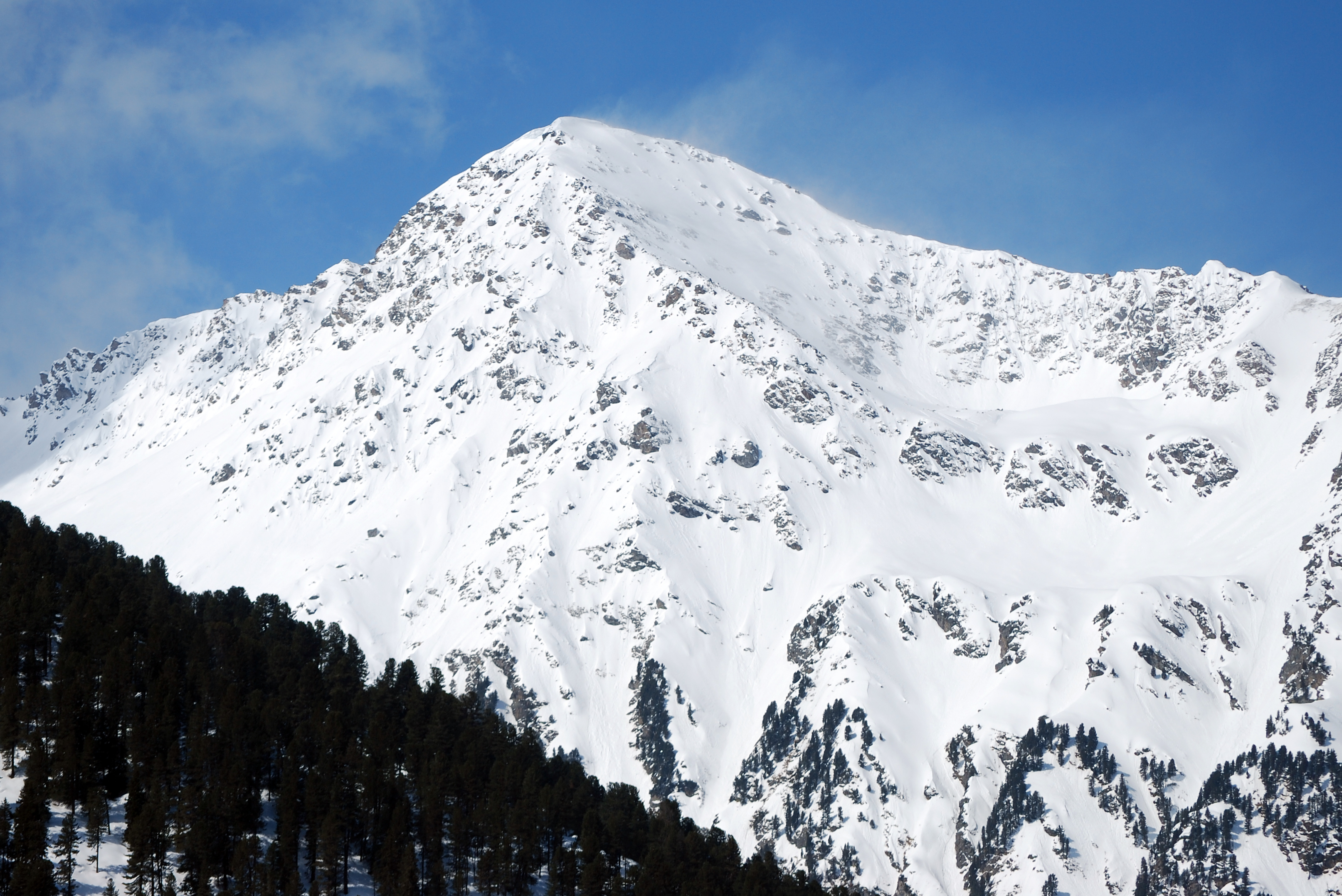
Der Malgrübler von Osten
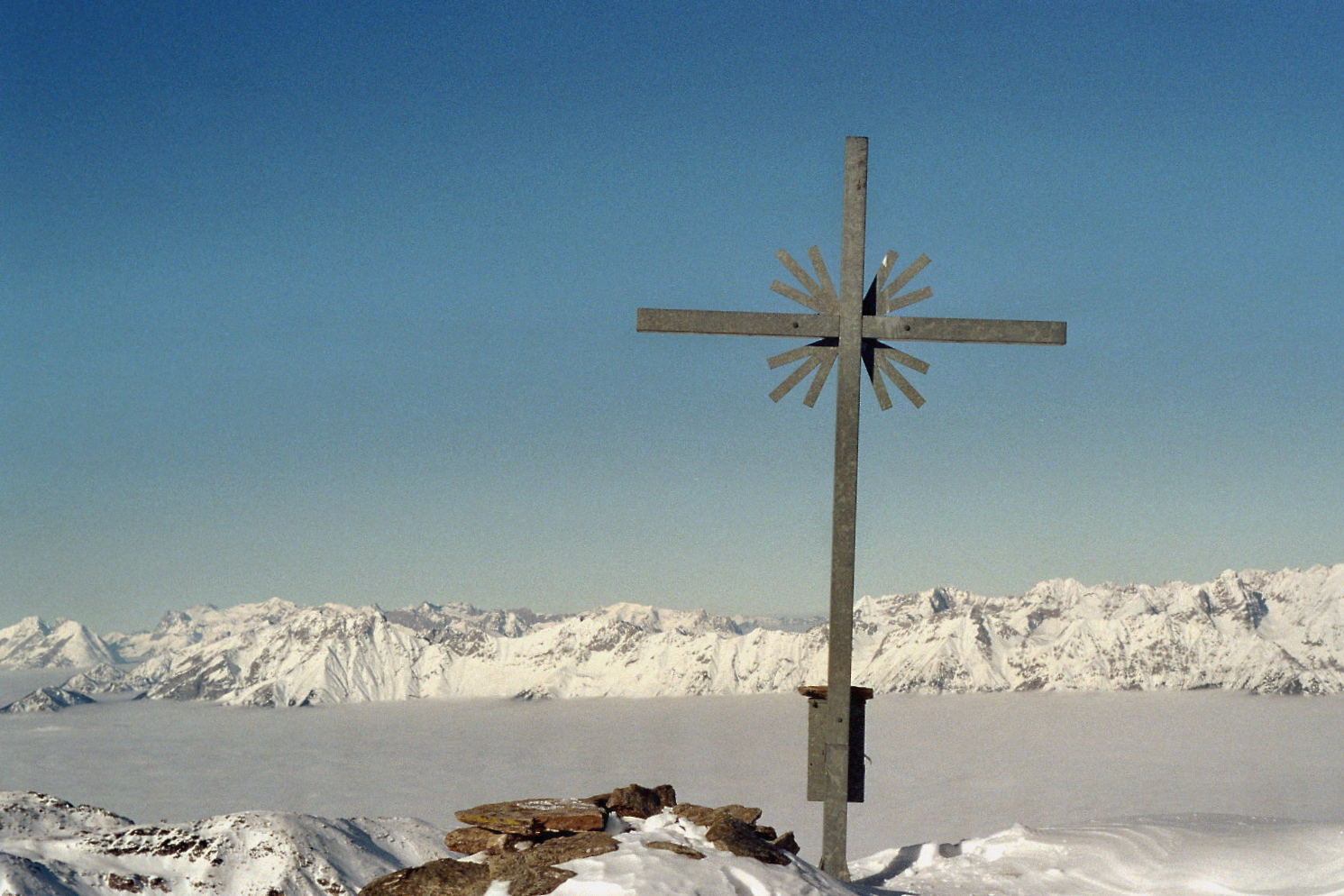
Auf dem Malgrübler mit Blick in Richtung Nordwesten
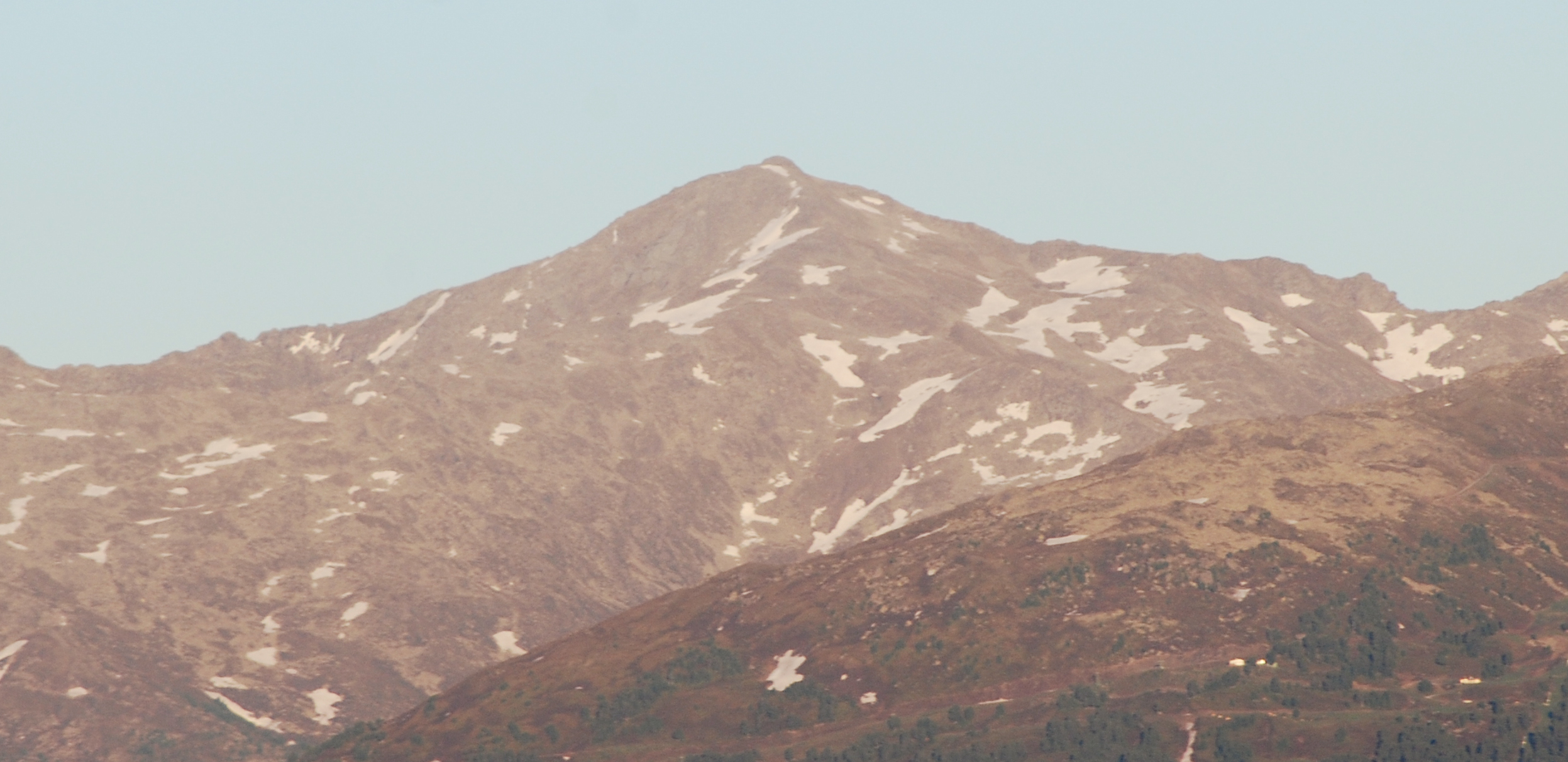
Von Nordwesten